# Carrollton Viaduct
Der Carrollton Viaduct ist eine Eisenbahnbrücke in Baltimore, Maryland in den Vereinigten Staaten. Sie gilt als erstes großes Ingenieurbauwerk, das für eine Eisenbahn in den USA errichtet wurde und ist deshalb auf der Liste der Historic Civil Engineering Landmarks der American Society of Civil Engineers (ASCE) aufgeführt.
Das Konzept der Brücke wurde den englischen Bahnen abgeschaut, die von drei Ingenieuren des U.S. Army Corps auf einer Studienreise ausgekundschaftet wurden. Sie waren beeindruckt von der schweren Steinbogenbrücken, die sie sahen, und brachten ihr Wissen in das Projekt des Carrollton Viaduct ein. Der Erfolg der 1829 fertiggestellten Brücke führte zum Bau vieler weiterer Steinbogenbrücken im ganzen Land.
Der Carrollton Viaduct ist 312 Fuß (ca. 95 m) lang und hat eine lichte Höhe von 51 Fuß (ca. 16 m) über dem Gwynns Falls. Die Spannweite des Bogens beträgt 80 Fuß (ca. 24 m). Er wurde auf einem hölzernen Lehrgerüst aufgebaut, das den Bogen stützte, bis der Schlussstein eingesetzt war und der Bogen selbsttragend war.